# Archidiecezja Limy

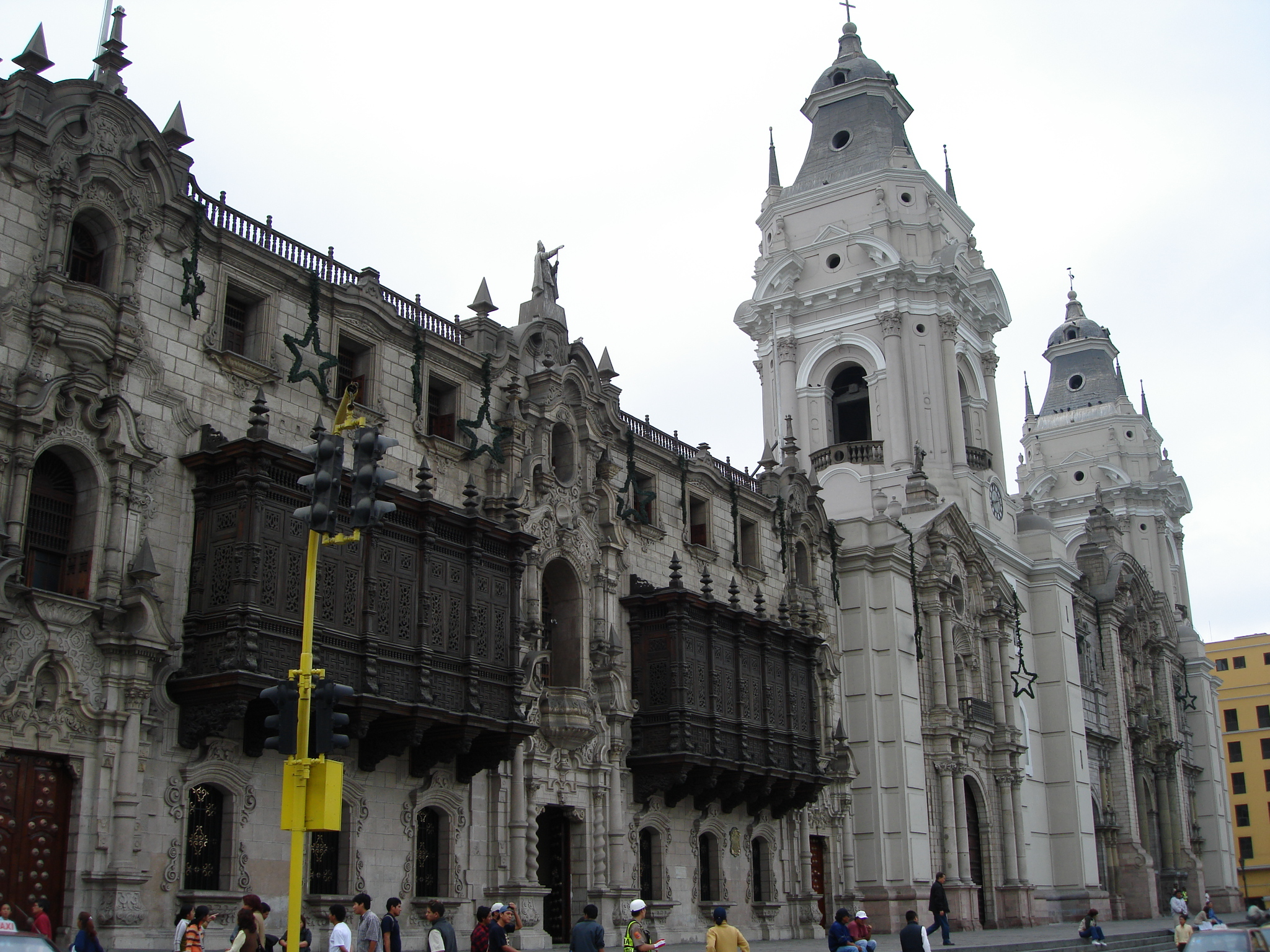
Pałac arcybiskupi i katedra w Limie

Archidiecezja Limy (łac. Archidioecesis Limana, hisz. Arquidiócesis de Lima) – rzymskokatolicka archidiecezja ze stolicą w Limie, w Peru. Najstarsza archidiecezja w Ameryce Południowej. Arcybiskupi Limy posiadają tytuł prymasów Peru.
Na terenie archidiecezji pracuje 1146 zakonników i 1755 sióstr zakonnych.

## Sufraganie archidiecezji Lima
Sufraganiami archidiecezji Lima są diecezje:
- Callao
- Carabayllo
- Chosica
- Huacho
- Ica
- Lurín
- oraz Prałatura terytorialna Yauyos

## Historia
W dniu 14 maja 1541 erygowana została diecezja Limy. Dotychczas tereny nowego biskupstwa były pod jurysdykcją biskupa diecezji Cuzco (obecnie archidiecezja Cuzco). Kilka lat później, w 1544, Lima została stolicą wicekrólestwa Peru.
8 stycznia 1546 na terenie diecezji powstało nowe biskupstwo w Quito (obecnie archidiecezja Quito).
Dnia 12 lutego 1546 papież Paweł III bullą Illius fulciti praesidio powołał pierwsze archidiecezje w Nowym Świece. Ich stolicami ustanowił Limę, Meksyk oraz Santo Domingo. Dotychczas biskupi Limy byli sufraganami archidiecezji sewilskiej położonej w odległej Hiszpanii. Powołanie metropolii kościelnych w Ameryce było przekuciem w czyn słów tego papieża z 1537: wszyscy Indianie są prawdziwymi ludźmi, zdolnymi nie tylko pojąć katolicką wiarę, ale (...) z wielkim upragnieniem oczekującymi chwili jej przyjęcia.
W XVI wieku z archidiecezji Limy wyodrębniły się jeszcze trzy diecezje:
- 27 czerwca 1561 – Santiago de Chile (obecnie archidiecezja Santiago de Chile)
- 15 kwietnia 1577 – Arequipa (obecnie archidiecezja Arequipa) i Trujillo (obecnie archidiecezja Trujillo).

W 1572 papież Pius V nadał arcybiskupom Limy tytuł Prymasa Peru, który potwierdzili Grzegorz XVI w 1834 i Pius XII w 1943 roku.
7 grudnia 1590 św. Turybiusz de Mogrovejo, arcybiskup Limy, założył seminarium duchowne w Limie. Było to pierwsze seminarium duchowne w Ameryce.
20 lipca 1609 powstała druga archidiecezja w Wicekrólestwie Peru – La Plata o Charcas (obecnie archidiecezja Sucre)
W dniu 19 października 1625 została konsekrowana obecna katedra w Limie. Trzęsienie ziemi z 28 października 1746 spowodowało poważne szkody w kościele. Po tym wydarzeniu został on odnowiony i ponownie otwarty 29 maja 1755.
Dnia 28 maja 1803 na części terenu arcybiskupstwa powstała diecezja Maynas (obecnie diecezja Chachapoyas).
28 lipca 1821 Peru ogłosiło niepodległość.
Z archidiecezji Limy wyodrębniały się w kolejnych latach biskupstwa:
- XIX wiek
  - 17 marca 1865 – diecezja Huánuco
  - 15 maja 1899 – diecezja Huaraz
- XX wiek
  - 10 sierpnia 1946 – diecezja Ica
  - 12 kwietnia 1957 – prałatura terytorialna Yauyos
  - 15 maja 1958 – diecezja Huacho
  - 14 grudnia 1996:
    - diecezja Carabayllo
    - diecezja Chosica
    - diecezja Lurín

## Biskupi i arcybiskupi Limy
Obecnie arcybiskupem metropolitą Limy, prymasem Peru jest kard.Carlos Castillo Mattasoglio. Urząd ten sprawuje od 25 stycznia 2019.
Ponadto w archidiecezji służą biskupi pomocniczy:
- Ricardo Augusto Rodríguez Álvarez od 2019
- Guillermo Teodoro Elías Millares od 2019
- Guillermo Antonio Cornejo Monzón od 2021
- Juan José Salaverry Villarreal od 2021